# Punsalmaagijn Oczirbat
Punsalmaagijn Oczirbat (mong. Пунсалмаагийн Очирбат; ur. 23 stycznia 1942, zm. 17 stycznia 2025 w Ułan Bator) – mongolski polityk. Przewodniczący Prezydium Wielkiego Churału Państwowego od 21 marca 1990 do 3 września 1990; prezydent Mongolii od 3 września 1990 do 20 czerwca 1997. Od 1976 członek Komitetu Centralnego Mongolskiej Partii Ludowo-Rewolucyjnej.